# セット打法
セット打法とは、パチンコ、パチスロの攻略法の一つ。遊客が遊技中、台に特定の動作や行為を行うことで大当たりまたは大当たりし易い状況を呼び込むことを指す。主に下記の3種類に分かれる。

## 台に工作を加える行為
不正な機器を台に密かに取り付けて大当たり確率を向上させたり、磁石やセルロイドの板を使ってスタートチャッカー等に玉を誘導するような行為。いわゆるゴト行為であり、刑事罰の対象となる。現在は意図的に、下記の「プログラムミスを突く行為」の状況を作為的に起こすようなプログラムを施した不正ロムを、営業時間外に店舗に侵入して取りつけ、営業中に特定の手順を行うことで強制的に大当たりさせるような不正行為の手口も行われている。

## 台の不備やプログラムミス（バグ）を突く行為
台そのものの欠陥やプログラムミスを突いて、大当たりもしくは高確率状態を呼び込む打法。台の不備やバグ自体がごく希な存在であるため数は少ないが、現状で唯一有効性のある攻略法である。ただし、一度発見されるとメーカーやホールに莫大な損害を与えてしまうため、直ちに対策がとられることが多く、寿命も短い。ソフトウェア的に見れば、セキュリティホールを突く方法とも言える。
「コンチネンタル」（瑞穂製作所）の4枚掛け攻略法は、問題となったコインセレクターの開発にメーカー自身が関わっていたとして、メーカーが遊技機の販売禁止処分を受けている。他には「ネコde小判」（アリストクラートテクノロジーズ）や「獣王」（サミー）などで通用したコピー打法もこれに該当する。

## 特定の打ち方によってボーナス等を誘発する行為
遊技中に特定の動作をすることによって、大当たり若しくは高確率状態を誘発するという打法。古くから様々なものが存在するが、根拠や出所が不明確なものが大部分であり、いわゆる攻略法詐欺に該当するものがある（攻略法詐欺参照）。また、効果は無くても、不正ロムなどの使用を疑われて出玉を店に没収されるなどして、最悪の場合はパチンコ店への入場を禁止される場合もあるので、決して試行してはならない。